# 民法 (満洲国)
民法（みんぽう）とは、私法の一般法（総則、物権、債権、親族、相続）を定めた満洲国の法令。

## 概要
満洲国建国直後は、暫定的に中華民国の民法を用いてきたが、対日治外法権撤廃のためには、独自の民法典制定が必要不可欠であった。
1935年（康徳2年）より準備を進め、1937年6月17日に公布された。

## 特徴
- （日本の民法に比べて）消滅時効の期間が長い

債権については日本民法の10年から20年に、それ以外の財産権については日本民法の20年から30年にするなど長期に設定していた。
- 不動産登記に公信力を認定

登記をもって不動産物権変動の発生要件とした。
- 伝統的物権の明記

「典権（中国独特の物権で、一種の用益物権。韓国の伝貰権に類似する。）」も明記していた。

## 構成
- 第1編 総則 
  - 第1章 通則
  - 第2章 人
  - 第3章 物
  - 第4章 法律行為
  - 第5章 期間
  - 第6章 消滅時効
- 第2編 物権 
  - 第1章 総則
  - 第2章 占有権
  - 第3章 所有権
  - 第4章 地上権
  - 第5章 耕種権
  - 第6章 地役権
  - 第7章 典権
  - 第8章 留置権
  - 第9章 質権
- 第2編 債権 
  - 第1章 総則
  - 第2章 契約
  - 第3章 事務管理
  - 第4章 不当利得
  - 第5章 不法行為